# Matthew Boulton
Matthew Boulton (Birmingham, 3 de setembro de 1728 - Birmingham, 17 de agosto de 1809) foi um comerciante e fabricante de Birmingham que herdara um negócio de vestimentas. Casou duas vezes e isso tornou-o ainda mais rico. Fundou com James Watt a Boulton & Watt, que fabricava a máquina a vapor de acordo com as especificações técnicas de Watt, que significaram um dramático ganho em eficiência.